# Echiniscus clevelandi
Echiniscus clevelandi is een soort in de taxonomische indeling van de beerdiertjes (Tardigrada). 
Het diertje behoort tot het geslacht Echiniscus en behoort tot de familie Echiniscidae. De wetenschappelijke naam van de soort werd voor het eerst geldig gepubliceerd in 1999 door Beasley.